# Ārons Bogoļubovs
Ārons Bogoļubovs –en ruso, Арон Боголюбов– (San Petersburgo, URSS, 30 de diciembre de 1938) es un deportista soviético que compitió en judo.
Participó en los Juegos Olímpicos de Tokio 1964, obteniendo una medalla de bronce en la categoría de –68 kg. Ganó tres medallas en el Campeonato Europeo de Judo entre los años 1963 y 1966.

## Palmarés internacional
| Juegos Olímpicos   | Juegos Olímpicos        | Juegos Olímpicos  | Juegos Olímpicos |
| Año                | Lugar                   | Medalla           | Categoría        |
| ------------------ | ----------------------- | ----------------- | ---------------- |
| 1964               | Tokio (Japón)           | Medalla de bronce | –68 kg           |
| Campeonato Europeo |                         |                   |                  |
| Año                | Lugar                   | Medalla           | Categoría        |
| 1963               | Ginebra (Suiza)         | Medalla de oro    | –68 kg           |
| 1964               | Berlín Oriental (RDA)   | Medalla de oro    | –68 kg           |
| 1966               | Luxemburgo (Luxemburgo) | Medalla de bronce | –70 kg           |